# Positions (album, Ariana Grande)
Positions je šesté studiové album americké zpěvačky Ariany Grande. Bylo vydáno 30. října 2020 vydavatelstvím Republic Records. Jako řadově šesté album následuje zpěvaččino album Thank U, Next, které bylo vydáno v únoru 2019. Převažujícím žánrem alba je R&B, obsahující především vlivy popu a trapu, ale také dalších žánrů, jako jsou např. hip hop, neo soul, disco, funk a další.
Stejnojmenná píseň „Positions“ byla vydána jako vedoucí singl alba 23. října 2020. Singl debutoval na první příčce americké hitparády Billboard Hot 100, čímž zpěvačka získala svůj pátý singl, který se na nejvyšší místo hitparády dostal. Druhý singl „34+35“ byl vydán současně s albem a umístil se nejvýše na osmém místě hitparády Billboard Hot 100. Po vydání alba se všech 14 skladeb debutovalo v hitparádě Billboard Hot 100. V České republice se vedoucí singl dostal nejvýše na 23. místo hitparády Singles Digital – Top 100, druhý singl obsadil nejvýše 67. příčku. Na albu hostují the Weeknd, Doja Cat a Ty Dolla Sign.
Album získalo převážně pozitivní odezvu od profesionálních hudebních kritiků, kteří ocenili zpěvaččiny hlasové dovednosti, nicméně jeho texty a produkce byly často terčem kritiky. Se 174 tisíci jednotkami album debutovalo na první příčce amerického žebříčku Billboard 200. Jedná se o zpěvaččino páté album, co v žebříčku dosáhlo první příčky. V České republice album debutovalo na pátém místě žebříčku Albums – Top 100.

## Pozadí a vydání
Ariana Grande vydala předchozí album Thank U, Next v březnu předchozího roku. Z alba vyšly hity „Thank U, Next“ a „7 Rings“, které debutovaly na první příčce americké hitparády Billboard Hot 100. Grande následně od března do prosince 2019 podnikla světové turné Sweetener World Tour, hostovala na několika singlech ostatních umělců a vydala koncertní album K Bye for Now (SWT Live). Její dva singly, „Stuck with U“ s Justinem Bieberem a „Rain on Me“ s Lady Gaga, taktéž debutovaly na první příčce v Billboard Hot 100, čímž se stala prvním umělcem se čtyřmi debuty v této hitparádě.
To, že pracuje na nové hudbě, oznámila Grande v dubnu 2020, během karantény v době pandemie covidu-19. V květnu 2020 také oznámila, že dříve téhož roku nahrála píseň s americkou zpěvačkou a rapperkou Dojou Cat. Zároveň ale dodala, že album nevyjde během v té době probíhající karantény. 15. září na sociální sítě nahrála šestisekundové video s krátkým úryvkem v té době neznámé nahrávky (šlo o vokály ze singlu „Positions“). 14. října 2020 Grande na sociálních sítích oznámila, že album vyjde tentýž měsíc, když do příspěvku na Twitteru napsala „nemohu se dočkat, až Vám tento měsíc dám svoje album“. O tři dny později na svůj Instagram účet umístila zpomalené video klávesnice, ve kterém na klávesnici napsala slovo „positions“. Toho dne se na zvěvaččiných webových stránkách objevily dva odpočty. Jeden z nich skončil 23. října 2020, v čas vydání vedoucího singlu, druhý odpočet skončí 30. října 2020. V den vydání singlu zpěvačka potvrdila, že její šesté studiové album bude vydáno 30. října. Zároveň představila obal alba, o den později také seznam skladeb.

## Hudba a texty
Převažujícím žánrem Positions je současné R&B, které obsahuje elementy popu a trapu. Mimo tyto hlavní žánry kritici také poukazovali na to, že album také obsahuje vlivy dalších žánrů, jako je hip hop, neo soul, disco, funk, microhouse, electro house a chamber pop. Hlavním tématem textů alba je sex, hovoří ale také o lásce a sebeposílení. Hudební kritici často upozorňovali na spojitost mezi texty alba a současným, poměrně stabilního období zpěvaččiného života, které jsou více uvolněné a optimistické, oproti předchozím dvěma nahrávkám Sweetener (2018) a Thank U, Next (2019), které zpěvačka tvořila v průběhu svých osobních problémů.

## Propagace
27. října 2020 zpěvačka oznámila předprodej CD kopií alba na jejím oficiálním e-shopu. Mimo edice s oficiálním obalem byly k dispozici i dvě alternativní limitované edice s rozdílným obrázkem. Jako limitovaná edice se v nabídce objevilo také podepsané CD. Standardní verze alba byla vydána též v podobě audiokazety, později též jako gramofonová deska.
1. února 2021 Grande potvrdila, že album se dočká deluxe edice, na kterém bude pět nových písní. 9. února oznámila, že bude deluxe edice vydána 19. února. Deluxe edice obsahuje pět bonusových písní a byla vydána také jako CD.

### Singly
Stejnojmenná píseň „Positions“ byla vydána jako vedoucí singl alba 23. října 2020, získala pozitivní ohlasy od hudebních kritiků a na streamingové službě Spotify během prvního dne získala přes 7,6 milionu přehrání. Hudební klip byl vydán společně s vydáním singlu samotného. Singl, který byl kritiky popisován jako fúze popu, R&B a vlivů trapu, během svého prvního týdne debutoval na první příčce americké hitparády Billboard Hot 100, čímž se stal zpěvaččiným pátým debutem na první pozici v zemi. Song "Positions" byl předveden na VEVO presents 2021.
Skladba „34+35“ byla vydána jako druhý singl 30. října 2020, současně s albem. Po vydání debutoval na osmé příčce v Billboard Hot 100. 17. listopadu byl k singlu vydán videoklip. 13. ledna 2021 Grande na svých sociálních sítích oznámila nadcházející vydání remixu singlu, na kterém hostují další dva interpreti. O den později oznámila, že hostujícími interprety jsou Doja Cat a Megan Thee Stallion. Remix byl vydán 15. ledna. 12. února byl k remixu vydán také videoklip. Remix byl vydán jako samostatný singl na CD a byl zahrnut jako jedna z pěti nových písní na deluxe edici alba. Song "34+35" byl předveden na VEVO presents 2021.
Třetí singl "POV" byl vydán dne 19. dubna 2021. Je to Ariany první singl, který nemá hudební video. Videoklip se natočil ale nevydal, točil se na konci roku 2020 v Miami. 30. dubna 2021 Ariana Grande vydala taneční lyrics video režírované den po rozhodnutí, že se nevydá hudební video. Zároveň tímto videem Ariana oslavila 6 měsíců od vydání alba "Positions".
Billboard zařadil "POV" jako nejlepší song z alba "Positions". "POV" debutoval na 40. místě v americkém žebříčku Billboard  Hot 100. Song "POV" byl předveden na VEVO presents 2021.
Skladba "Off The Table" ft. The Weeknd byla vydána 27. září 2021 jako rádiový singl v Rusku. To z něj dělá první propagační singl alba "Positions". Song "Off The Table" byl předveden na VEVO presents 2021. Complex Networks zařadili píseň "Off The Table" jako třetí nejlepší song roku 2020.

## Recenze
| Skóre z agregátorů   | Skóre z agregátorů |
| -------------------- | ------------------ |
| Album of the Year    | 68/100             |
| AnyDecentMusic?      | 6,7/10             |
| Metacritic           | 72/100             |
| Recenze              |                    |
| Consequence of Sound | B+                 |
| Clash                | 8/10               |
| The Irish Times      | [ 2 ]              |
| Pitchfork            | 7,4/10             |
| AllMusic             | [ 58 ]             |
| The Daily Telegraph  | [ 59 ]             |
| The Guardian         | [ 33 ]             |
| The Independent      | [ 8 ]              |
| NME                  | [ 35 ]             |
| Slant Magazine       | [ 7 ]              |
| musicserver.cz       | 5/10               |

Positions po svém vydání získalo převážně pozitivní odezvu od profesionálních hudebních kritiků. Na serveru Metacritic, který shrnuje a průměruje recenze z anglickojazyčných publikací, získalo Positions, na základě 24 recenzí, hodnocení 72 ze 100, což odpovídá „celkově příznivé“ odezvě. Agregátor Album of the Year album hodnotí průměrným skóre 68 ze 100, na základě 23 recenzí. Podle obdobného agregátoru AnyDecentMusic? má album průměrné skóre 6,7 z 10, a to na základě 12 recenzí.
Kritici pozitivně hodnotili především zpěvaččiny hlasové dovednosti a její posun od popu, kterého se držela v minulosti, k hudbě ve stylu současného R&B. Kritik Brenton Blanchet, který napsal recenzi pro magazín Clash, uvedl, že Grande s albem „přináší plnohodnotné R&B album, ke kterému její diskografie očividně spěla“. Album také nazval jejím „nejsoudržnějším a nejvynalézavějším albem, vedle alba Sweetener“ a také uvedl, že album přináší „nádherně vrstvené orchestrální harmonie.“ Ross Horton ve své recenzi pro The Line of Best Fit o albu řekl: „zatímco Thank U, Next je pravděpodobně její nejlepší album – a pravděpodobně to tak zůstane navždy – Positions je její nejvíce bezstarostné, nejhravější a nejvyspělejší album.“ V recenzi od Louise Brutonové pro The Irish Times bylo album představeno jako „velká orgie bezdechých R&B písní“ a že album „upevňuje pozici Grande jako jednu z hlavních hlasů popu.“ Mary Sirokyová ve své recenzi pro Consequence of Sound pozitivně ohodnotila skladby „My Hair“, „POV“ a „Six Thirty“, uvedla, že album „dobře sedí do zpěvaččiny diskografie“ a že je „popovou pohádkou, která dobře sedí do roku 2020.“
Nicméně, texty alba a jeho produkce byly často terčem kritiky. David Smyth v recenzi v Evening Standard album sice chválí zpevaččiny hlasové schopnosti, nicméně, album považuje ve srovnání s jejími předchozími dvěma alby za slabší. Uvedl také, že „to vypadá, že má (Grande) důležitější věci na práci.“ Recenze v The Guardian od kritika Alexise Petridise kritizovala „album jako celek“. Podle recenze album nemá žádnou výraznou skladbu. Autor recenze také smíšeně hodnotil hostující vokály od Ty Dolla Sign na skladbě „Safety Net“, když napsal, že „by (posluchač) bez hostování od Ty Dolla Sign přežil“. O skladbě „Off the Table“ napsal, že se na ní Grande a the Weeknd „pravděpodobně snažili navzájem ohlušit, ale jinak je skladba pěkná“. Adam White pro The Independent napsal, že „Grande na svém šestém albu objevuje disco-funk a neo soul, ale celkově stále zůstává ve své komfortní zóně“. O skladbách „Off the Table“ a „Motive“ napsal, že jsou zklamáním, zpěvaččinu spolupráci s Ty Dolla Sign v „Safety Net“ pochválil. Skladbu „Love Language” přirovnal k „Liquorice“ od Azealia Banks a „Blow“ od Beyoncé. O samotné Arianě Grande a albu řekl, že „je sympatická a přesvědčivá jako umělkyně, i když je umělecky neměnná a zůstává spíše u toho, co je pohodlné, než o to, co je trochu více nebezpečnější.“ Hannah Mylreaová píšící pro NME o albu napsala, že je „příjemné na poslech”. Na druhou stranu ale také uvedla, že „produkce alba a jeho R&B melodie ve výsledku vedou k řadě nevýrazných skladeb“. Hostování ostatních interpretů považovala za nepotřebné.
Jan Pikous a David Böhm, hudební komentátoři z redakce českého hudebního magazínu musicserver.cz, zkritizovali příliš explicitní texty alba i jeho produkci. K albu v článku s titulkem „Ariana Grande se snaží na "Positions" šokovat, výsledkem je ale jednotvárná nuda“ mimo jiné napsali, že „je důraz na sex a explicitní texty docela přes čáru“ a také, že album „příliš zábavy nenabízí ani po hudební stránce.“ Albu dali skóre 5 z 10.

## Prodeje
Positions debutovalo na prvním místě americké hitparády Billboard 200. Během prvního týdne prodalo 174 tisíc jednotek, včetně 42 tisíc fyzických prodejů a 173,54 milionů přehrání na streamingových službách. Stalo se tak zpěvaččiným pátým albem, které v hitparádě dosáhlo prvního místa. Po vydáni alba se všech 14 písní alba umístilo v americké hitparádě Billboard Hot 100. Druhý týden album zůstalo na prvním místě s 83 tisíci jednotkami, zahrnující dalších 99,5 milionu přehrání na streamingových službách, a stalo se tak zpěvaččiným druhým albem, po Thank U, Next (2019), které se na prvním místě umístilo opakovaně. Třetí týden album prodalo dalších 75 tisíc jednotek a umístilo se na čtvrtém místě.
Album také debutovalo na prvním místě britské hitparády UK Albums Chart, když prodalo 27,500 jednotek, včetně 27,6 milionu přehrání na streamingových službách. Stalo se jejím čtvrtým albem v řadě, které dosáhlo první příčky. Společně se singlem „Positions“ se zpěvačce podařilo dosáhnout situace, kdy držela první příčku jak v UK Albums Chart, tak v UK Singles Chart. Povedlo se jí tak již podruhé, kdy stejné situace dosáhla i s album Thank U, Next a singlem „7 Rings“.
V České republice album debutovalo na pátém místě žebříčku Albums – Top 100 a jde o její čtvrté album, které se v hitparádě objevilo, ačkoliv jde o nižší umístění, než její předchozí dvě alba, Thank U, Next a Sweetener (2018), které debutovaly na prvním místě. Album strávilo pouze jeden týden v první desítce; druhý týden kleslo na dvanácté místo.

## Seznam skladeb
Autorské informace převzaty ze služby Tidal a bookletu alba.
| Standardní edice | Standardní edice                 | Standardní edice                                                                                            | Standardní edice                                          | Standardní edice |
| Pořadí           | Název                            | Autor | Producent(i)                                              | Délka            |
| ---------------- | -------------------------------- | --- | --------------------------------------------------------- | ---------------- |
| 1.               | Shut Up                          | Ariana Grande, Tommy Brown, Steven Franks, Peter Lee Johnson, Tayla Parx, Travis Sayles, Michael Foster     | Tommy Brown, Peter Lee Johnson, Mr. Franks, Travis Sayles | 2:37             |
| 2.               | 34+35                            | Grande, Brown, Franks, Johnson, Parx, Victoria Monét, Scott Nicholson, Xavier "Xavi" Herrera, Albert Stanaj | Brown, Johnson, Mr. Franks, Xavi                          | 2:53             |
| 3.               | Motive (feat. Doja Cat)          | Grande, Brown, Franks, Monét, Amala Dlamini, Nija Charles, James McIntyre, Shane Lindstrom                  | Murda Beatz, Brown, Mr. Franks, Joseph L'Étranger         | 2:47             |
| 4.               | Just Like Magic                  | Grande, Brown, Franks, Shea Taylor, Priscilla Renea                                                         | Shea Taylor, Brown, Mr. Franks                            | 2:29             |
| 5.               | Off the Table (feat. the Weeknd) | Grande, Brown, Franks, Sayles, Abel Tesfaye, Shintaro Yasuda                                                | Shintaro, Brown, Mr. Franks, Travis Sayles                | 3:59             |
| 6.               | Six Thirty                       | Grande, Brown, Franks, Taylor, Renea, Dylan "Nami" Teixeira                                                 | Brown, Mr. Franks, Nami, Taylor                           | 3:04             |
| 7.               | Safety Net (feat. Ty Dolla Sign) | Grande, Brown, Tyrone Griffin Jr, Khristopher Riddick-Tynes, Leon Thomas III, Silas Doss                    | The Rascals, Brown, Keys Open Doors                       | 3:28             |
| 8.               | My Hair                          | Grande, Brown, Monét, Parx, Scott Storch, Anthony M. Jones, Charles "Scootie" Anderson                      | Scott Storch, Brown, Anthony M. Jones, Charles Anderson   | 2:38             |
| 9.               | Nasty                            | Grande, Brown, Monét, Sayles, Riddick-Tynes, Thomas, Teixeira                                               | The Rascals, Brown, Nami, Sayles                          | 3:20             |
| 10.              | West Side                        | Grande, Brown, Monét, Herrera, Ammar Junedi                                                                 | Brown, Xavi, Ammar Junedi                                 | 2:12             |
| 11.              | Love Language                    | Grande, Monét, Parx, Kam Parker, Brown, Tommy Parker, Sayles                                                | Brown, Tommy Parker, Sayles                               | 2:59             |
| 12.              | Positions                        | Grande, Brown, Monét, Sayles, Parx, Kam Parker, Tommy Parker                                                | London on da Track, Brown, Mr. Franks                     | 2:52             |
| 13.              | Obvious                          | Grande, Charles, Ryan, Tedder, Johnson, Brown, Franks, Sayles, Josh Conerly                                 | Brown, Mr. Franks, Sayles, Josh Conerly                   | 2:28             |
| 14.              | POV                              | Grande, Brown, Franks, Parx, Oliver Frid                                                                    | Brown, Mr. Franks, Oliver "Junior" Frid                   | 3:21             |
| Celková délka:   | Celková délka:                   | Celková délka:                                                                                              | Celková délka:                                            | 41:14            |

| Deluxe edice   | Deluxe edice                                       | Deluxe edice                                                                         | Deluxe edice                                                 | Deluxe edice |
| Pořadí         | Název                                              | Autor                                                                                | Producent(i)                                                 | Délka        |
| -------------- | -------------------------------------------------- | ------------------------------------------------------------------------------------ | ------------------------------------------------------------ | ------------ |
| 15.            | Someone like U (interlude)                         | Grande, Brown, Sayles, Andrew Wansel, Marqueze Parker, Sam Wishkoski                 | Brown, Sayles, Pop Wansel, Sam Wish, Marqueze Parker, Sayles | 1:16         |
| 16.            | Test Drive                                         | Grande, Brown, Franks, Parx, Monét, Lindstrom, Zachary Foster                        | Brown, Franks, Murda Beatz, Zachary Foster                   | 2:02         |
| 17.            | 34+35 Remix (feat. Doja Cat a Megan Thee Stallion) | Grande, Brown, Franks, Johnson, Parx, Monét, Nicholson, Herrera, Dlamini, Megan Pete | Brown, Franks, Xavi, Johnson                                 | 3:03         |
| 18.            | Worst Behavior                                     | Grande, Brown, Franks, Parx, T. Parker                                               | Brown, Franks, T. Parker                                     | 2:04         |
| 19.            | Main Thing                                         | Grande, Brown, Franks, Sayles, Herrera, Conerly, Yonatan Watts                       | Brown, Franks, Xavi, Sayles, Conerly, Yonatan Watts          | 2:09         |
| Celková délka: | Celková délka:                                     | Celková délka:                                                                       | Celková délka:                                               | 51:41        |

## Umístění v hitparádách
| Země                                  | Nejvyšší pozice |
| ------------------------------------- | --------------- |
| Argentina (CAPIF)                     | 1               |
| Austrálie (ARIA)                      | 2               |
| Belgie – Valonsko (Ultratop Wallonia) | 9               |
| Belgie – Vlámsko (Ultratop Flanders)  | 3               |
| Česká republika (ČNS IFPI)            | 5               |
| Dánsko (Hitlisten)                    | 2               |
| Finsko (Suomen virallinen lista)      | 4               |
| Francie (SNEP)                        | 8               |
| Chorvatsko – mezinárodní (HDU)        | 4               |
| Irsko (OCC)                           | 1               |
| Island (Tónlist)                      | 3               |
| Itálie (FIMI)                         | 8               |
| Japonsko (Billboard Japan)            | 15              |
| Japonsko (Oricon)                     | 21              |
| Kanada (Billboard)                    | 1               |
| Litva (AGATA)                         | 1               |
| Maďarsko (MAHASZ)                     | 32              |
| Německo (Offizielle Top 100)          | 7               |
| Nizozemsko (Album Top 100)            | 2               |
| Norsko (VG-lista)                     | 1               |
| Nový Zéland (RMNZ)                    | 1               |
| Polsko (ZPAV)                         | 2               |
| Portugalsko (AFP)                     | 3               |
| Rakousko (Ö3 Austria)                 | 5               |
| Skotsko (OCC)                         | 6               |
| Slovensko (ČNS IFPI)                  | 3               |
| Spojené království (OCC)              | 1               |
| Spojené státy (Billboard 200)         | 1               |
| Španělsko (PROMUSICAE)                | 5               |
| Švédsko (Sverigetopplistan)           | 3               |
| Švýcarsko (Schweizer Hitparade)       | 4               |
| Švýcarsko (Romandie)                  | 11              |